# Torneo de las Seis Naciones 2006
El Torneo de las Seis Naciones 2006 de rugby tuvo lugar entre los meses de febrero y marzo de 2006, siendo la VII edición desde su expansión en 2000. El equipo de Francia fue el vencedor final, gracias a la diferencia entre puntos marcados y concedidos, por delante de Irlanda, quien por otro lado se hizo con triple corona.

## Participantes
Los equipos participantes son:
| Selección  | Estadio                      |
| ---------- | ---------------------------- |
| Inglaterra | Twickenham Stadium, Londres  |
| Francia    | Stade de France, Saint-Denis |
| Irlanda    | Lansdowne Road, Dublín       |
| Italia     | Stadio Flaminio, Roma        |
| Escocia    | Murrayfield, Edimburgo       |
| Gales      | Millennium Stadium, Cardiff  |

## Clasificación final
| Lugar                  | Selección  | Partidos | Partidos | Partidos  | Partidos | Puntos  | Puntos    | Puntos | Puntos  | Tabla de puntos |
| Lugar                  | Selección  | Jugados  | Ganados  | Empatados | Perdidos | A favor | En contra | dif.   | ensayos | Tabla de puntos |
| ---------------------- | ---------- | -------- | -------- | --------- | -------- | ------- | --------- | ------ | ------- | --------------- |
| 1                      | Francia    | 5        | 4        | 0         | 1        | 148     | 85        | +63    | 18      | 8               |
| 2                      | Irlanda    | 5        | 4        | 0         | 1        | 131     | 97        | +34    | 12      | 8               |
| 3                      | Escocia    | 5        | 3        | 0         | 2        | 78      | 81        | -3     | 5       | 6               |
| 4                      | Inglaterra | 5        | 2        | 0         | 3        | 120     | 106       | +14    | 12      | 4               |
| 5                      | Gales      | 5        | 1        | 1         | 3        | 80      | 135       | -55    | 9       | 3               |
| 6                      | Italia     | 5        | 0        | 1         | 4        | 72      | 125       | -53    | 5       | 1               |
| Actualizado 04-05-2007 |            |          |          |           |          |         |           |        |         |                 |

## Resultados

### Jornada 1
| 4 de febrero de 2006, 13:30 GMT | Irlanda                                                                                   | 26 – 16 | Italia                                                                  | Lansdowne Road, Dublín,                                  |                                                          |
|                                 | Ensayos: Flannery 26' c Bowe 48' c Con: O'Gara (2) Pen: O'Gara (4) 40+2', 60', 70', 80+4' |         | Ensayo: Mi. Bergamasco 30' c Con: Pez Pen: Pez (2) 13', 64' Griffen 45' | Asistencia: 49,500 espectadores Árbitro(s): Dave Pearson | Asistencia: 49,500 espectadores Árbitro(s): Dave Pearson |

| 4 de febrero de 2006, 15:30 GMT | Inglaterra | 47 – 13 | Gales                                                              | Twickenham, Londres,                                    |                                                         |
|                                 | Ensayos: Cueto 15' c Moody 31' m Tindall 65' m Dallaglio 75' c Dawson 78' c Voyce 80+7' c Con: Hodgson (2) Goode (2) Pen: Hodgson (3) 28', 45', 55' |         | Ensayo: M. Williams 35' c Con: S. Jones Pen: S. Jones (2) 21', 53' | Asistencia: 81,000 espectadores Árbitro(s): Paul Honiss | Asistencia: 81,000 espectadores Árbitro(s): Paul Honiss |

| 5 de febrero de 2006, 15:00 GMT | Escocia                                                                       | 20 – 16 | Francia                                                             | Murrayfield, Edinburgo,                                     |                                                             |
|                                 | Ensayos: Lamont (2) 11' c, 46' c Con: Paterson (2) Pen: Paterson (2) 22', 33' |         | Ensayos: BonnaIRL 50' m Bruno 80+2' m Pen: Élissalde (2) 40+2', 62' | Asistencia: 66,028 espectadores Árbitro(s): Jonathan Kaplan | Asistencia: 66,028 espectadores Árbitro(s): Jonathan Kaplan |

### Jornada 2
| 11 de febrero de 2006, 13:30 GMT | Francia | 43 – 31 | Irlanda                                                                                            | Stade de France, Saint-Denis,                           |                                                         |
|                                  | Ensayos: Rougerie 3' m Magne 8' c Marty (2) 18' c, 58' c Heymans (2) 37' c, 45' c Con: Élissalde (5) Pen: Élissalde 32' |         | Ensayos: O'Gara 59' c D'Arcy 63' c O'Callaghan 71' c Trimble 74' c Con: O'Gara (4) Pen: O'Gara 30' | Asistencia: 80,000 espectadores Árbitro(s): Paul Honiss | Asistencia: 80,000 espectadores Árbitro(s): Paul Honiss |

| 11 de febrero de 2006, 16:00 GMT | Italia                                                                        | 16 – 31 | Inglaterra                                                                                                | Stadio Flaminio, Roma,                                    |                                                           |
|                                  | Ensayo: Mi. Bergamasco 80+4' c Con: Pez Pen: Pez 37' Drop: Pez (2) 40+1', 42' |         | Ensayos: Tindall 30' c Hodgson 57' c Cueto 70' c Simpson-Daniel 80+9' c Con: Hodgson (4) Pen: Hodgson 51' | Asistencia: 24,973 espectadores Árbitro(s): Kelvin Deaker | Asistencia: 24,973 espectadores Árbitro(s): Kelvin Deaker |

| 12 de febrero de 2006, 15:00 GMT | Gales                                                                                       | 28 – 18 | Escocia                                                                              | Millennium Stadium, Cardiff,                            |                                                         |
|                                  | Ensayos: Penalty Ensayo 7' c G. Thomas (2) 35' c, 64' c Sidoli 54' c Con: Stephen Jones (4) |         | Ensayos: Southwell 80+4' m Paterson 80+7' c Con: Paterson Pen: Paterson (2) 19', 39' | Asistencia: 73,340 espectadores Árbitro(s): Steve GALsh | Asistencia: 73,340 espectadores Árbitro(s): Steve GALsh |

### Jornada 3
| 25 de febrero de 2006, 14:00 GMT | Francia | 37 – 12 | Italia                                   | Stade de France, Saint-Denis,                               |                                                             |
|                                  | Ensayos: Lièvremont 31' m Nyanga 59' m de Villiers 72' c Rougerie 80+6' c Michalak 80+10' c Con: Yachvili (3) Pen: Élissalde 5' Yachvili 47' |         | Pen: Pez (3) 10', 20', 28' Drop: Pez 38' | Asistencia: 73,978 espectadores Árbitro(s): Tony Spreadbury | Asistencia: 73,978 espectadores Árbitro(s): Tony Spreadbury |

| 25 de febrero de 2006, 17:30 GMT | Escocia                                                    | 18 – 12 | Inglaterra                         | Murrayfield, Edinburgo,                                |                                                        |
|                                  | Pen: Paterson (5) 3', 43', 48', 75', 80+1' Drop: Parks 58' |         | Pen: Hodgson (4) 8', 41', 64', 78' | Asistencia: 67,500 espectadores Árbitro(s): Alan Lewis | Asistencia: 67,500 espectadores Árbitro(s): Alan Lewis |

| 26 de febrero de 2006, 15:00 GMT | Irlanda | 31 – 5 | Gales                 | Lansdowne Road, Dublín,                                     |                                                             |
|                                  | Ensayos: GALlace 29' m Horgan 44' c Stringer 80+12' c Con: O'Gara (2) Pen: O'Gara (4) 18', 40+1', 48', 59' |        | Ensayo: M. Jones 9' m | Asistencia: 80,000 espectadores Árbitro(s): Jonathan Kaplan | Asistencia: 80,000 espectadores Árbitro(s): Jonathan Kaplan |

### Jornada 4
| 11 de marzo de 2006, 13:30 GMT | Gales                                                                          | 18 – 18 | Italia                                                                | Millennium Stadium, Cardiff,                           |                                                        |
|                                | Ensayos: M. Jones 12' m S. Jones 29' c Con: S. Jones Pen: S. Jones (2) 4', 63' |         | Ensayos: Galon 17' m Canavosio 40+6' c Con: Pez Pen: Pez (2) 40', 47' | Asistencia: 74,000 espectadores Árbitro(s): Joël Jutge | Asistencia: 74,000 espectadores Árbitro(s): Joël Jutge |

| 11 de marzo de 2006, 15:30 GMT | Irlanda                                | 15 – 9 | Escocia                         | Lansdowne Road, Dublín,      |                              |
|                                | Pen: O'Gara (5) 3', 10', 24', 38', 58' |        | Pen: Paterson (3) 11', 17', 28' | Árbitro(s): Stuart Dickinson | Árbitro(s): Stuart Dickinson |

| 12 de marzo de 2006, 15:00 GMT | Francia                                                                                                  | 31 – 6 | Inglaterra                   | Stade de France, Saint-Denis,                             |                                                           |
|                                | Ensayos: Fritz 1' c Traille 70' m Dominici 80+3' c Con: Yachvili (2) Pen: Yachvili (4) 7', 11', 34', 77' |        | Pen: Hodgson 40+4' Goode 43' | Asistencia: 74,000 espectadores Árbitro(s): Alain Rolland | Asistencia: 74,000 espectadores Árbitro(s): Alain Rolland |

### Jornada 5
| 18 de marzo de 2006, 13:30 GMT | Italia                                            | 10 – 13 | Escocia                                                                   | Stadio Flaminio, Roma,                                    |                                                           |
|                                | Ensayo: Mi. Bergamasco 7' c Con: Pez Pen: Pez 60' |         | Ensayo: Paterson 13' c Con: Paterson Pen: Paterson 80+1' Drop: Ross 40+5' | Asistencia: 24,062 espectadores Árbitro(s): Alain Rolland | Asistencia: 24,062 espectadores Árbitro(s): Alain Rolland |

| 18 de marzo de 2006, 15:30 GMT | Gales                                                                     | 16 – 21 | Francia                                                                                           | Millennium Stadium, Cardiff,                            |                                                         |
|                                | Ensayo: Luscombe 34' c Con: S. Jones Pen: S. Jones (2) 5', 27' Henson 60' |         | Ensayos: Szarzewski 50' m Fritz 80' c Con: Élissalde Pen: Yachvili (2) 12', 40+2' Élissalde 80+6' | Asistencia: 74,500 espectadores Árbitro(s): Chris White | Asistencia: 74,500 espectadores Árbitro(s): Chris White |

| 18 de marzo de 2006, 17:30 GMT | Inglaterra                                                                        | 24 – 28 | Irlanda                                                                                     | Twickenham, Londres,                                         |                                                              |
|                                | Ensayos: Noon 2' m Borthwick 52' c Con: Goode Pen: Goode (4) 38', 44', 73', 80+2' |         | Ensayos: Horgan (2) 8' m, 80+7' c Leamy 59' c Con: O'Gara (2) Pen: O'Gara (3) 17', 37', 43' | Asistencia: 81,986 espectadores Árbitro(s): Nigel Whitehouse | Asistencia: 81,986 espectadores Árbitro(s): Nigel Whitehouse |

## Estadísticas
| Pos | Nombre            | Ensayos | PJ | Equipo     |
| --- | ----------------- | ------- | -- | ---------- |
| 1   | Mirco Bergamasco  | 3       | 5  | Italia     |
| 1   | Shane Horgan      | 3       | 5  | Irlanda    |
| 3   | Mark Cueto        | 2       | 4  | Inglaterra |
| 3   | Florian Fritz     | 2       | 4  | Francia    |
| 3   | Cédric Heymans    | 2       | 4  | Francia    |
| 3   | Mark Jones        | 2       | 4  | Gales      |
| 3   | Sean Lamont       | 2       | 5  | Escocia    |
| 3   | David Marty       | 2       | 4  | Francia    |
| 3   | Aurélien Rougerie | 2       | 4  | Francia    |
| 3   | Gareth Thomas     | 2       | 2  | Gales      |
| 3   | Mike Tindall      | 2       | 4  | Inglaterra |
| 3   | Chris Paterson    | 2       | 5  | Escocia    |

| Pos | Nombre          | Puntos | PJ | Equipo     |
| --- | --------------- | ------ | -- | ---------- |
| 1   | Ronan O'Gara    | 74     | 5  | Irlanda    |
| 2   | Chris Paterson  | 57     | 5  | Escocia    |
| 3   | Charlie Hodgson | 44     | 4  | Inglaterra |
| 3   | Ramiro Pez      | 44     | 5  | Italia     |

| Predecesor: 2005 Gales | Torneo de las Seis Naciones 2006 Francia | Sucesor: 2007 Francia |